# Géographie de Singapour
Singapour est une cité-État très urbanisée d'Asie du Sud-Est, située à la pointe sud de la péninsule Malaise entre la partie continentale de la Malaisie et l'Indonésie. La superficie totale de Singapour est de 714 kilomètres carrés, avec 193 kilomètres de côte, dont l'essentiel du territoire est constitué de Pulau Ujong.

## Géographie physique
Pulau Ujong, l'ile principale, est en forme de diamant, mais le territoire comprend d'autres îles environnantes, plus petites. La taille de Singapour est environ 3,5 fois celle de Washington, D.C. ou un peu moins de celle de Paris avec sa petite couronne (762 km2). Les îles secondaires les plus importantes sont celles de Jurong, Pulau Tekong, Pulau Ubin et Sentosa.
La plus grande partie de Singapour se trouve à moins de 15 mètres au-dessus du niveau de la mer. Le point culminant est Bukit Timah, à 164 mètres d'altitude (538 pieds), constitué de roche magmatique et de granite. Le nord-ouest est majoritairement constitué de roche sédimentaire formant collines et vallées, tandis que l'Est est plus sableux et plat. Singapour n'a ni lac ni rivière naturels, mais des réservoirs et des châteaux d'eau ont été construits pour stocker l'eau.
Singapour comprend des terres gagnées sur la mer, à partir de matériaux provenant de ses propres collines, du fond marin, et des pays voisins. Sa superficie a évolué de 581 km2 dans les années 1960 à 699 km2 aujourd'hui, et pourrait encore croître de 100 km2 d'ici 2030.

### Climat

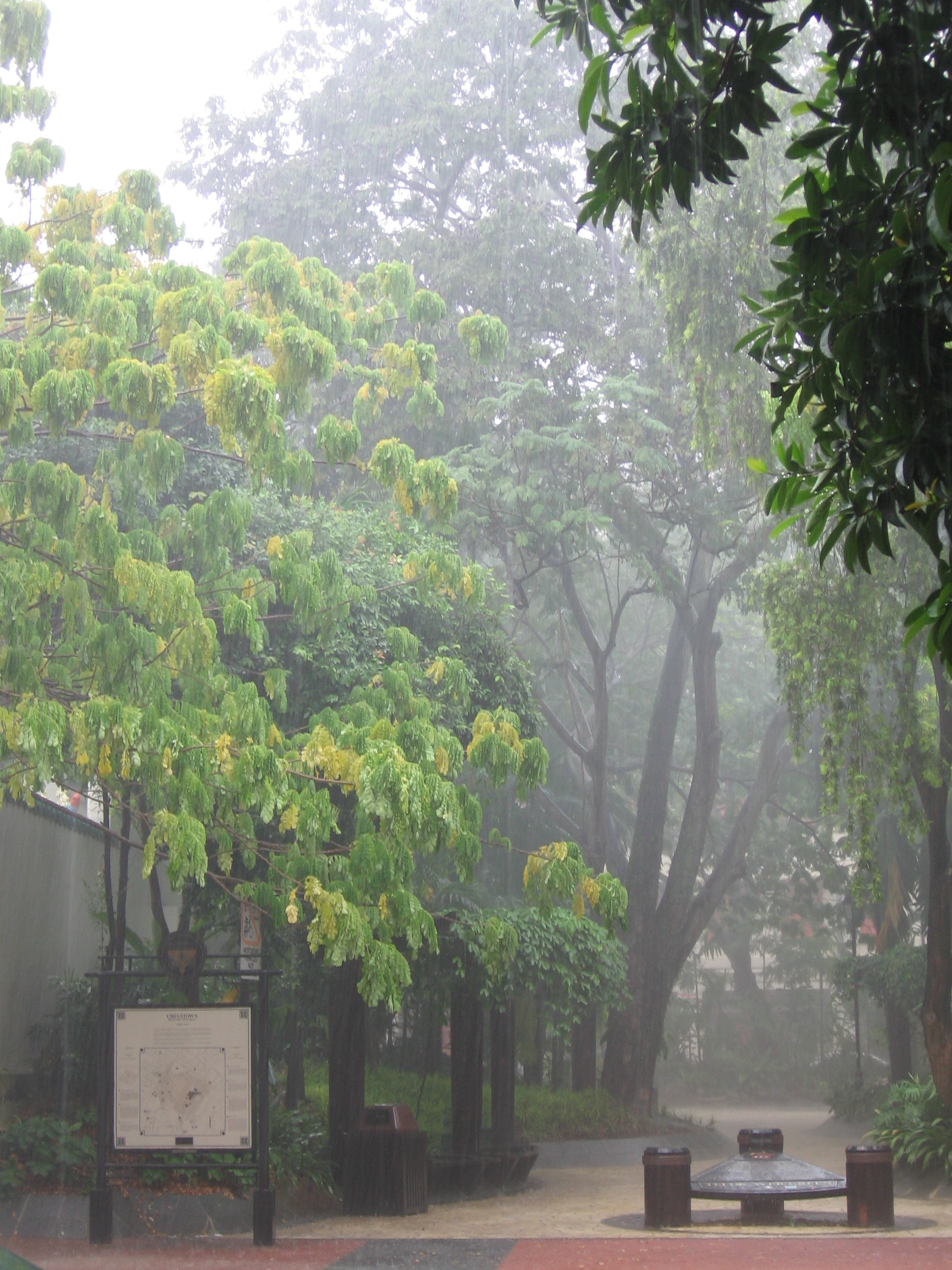
Des orages d'après-midi se produisent fréquemment à Singapour, qui a un climat de forêt tropicale humide.

Singapour se situe à seulement un degré au nord de l'équateur. Le climat est celui de la forêt tropicale humide selon la classification de Köppen. Il n'y a pas de saisons réellement marquées. En raison de la position géographique et de l'exposition maritime, la température et la pression sont constantes, avec une grande humidité et des précipitations importantes. La moyenne des précipitations est d'environ 2 370 mm. Les précipitations quotidiennes les plus importantes jamais observées ont été de 512 mm (1978), de 467 mm (1969) et de 366 mm (19 décembre 2006).
Les températures oscillent entre 21 et 26 °C (minimum) et 27 et 34 °C (maximum). La température n'est jamais descendue en dessous de 18,4 °C, ni montée au-dessus de 37,8 °C dans les données enregistrées (maximum  36 °C le 26 mars 1998, minimum 19,4 °C en 1934). L'humidité relative oscille entre presque 100 % au matin et 60 % en milieu d'après-midi. Lors de pluies abondantes, l'humidité relative atteint souvent 100 %. Généralement il y a beaucoup plus de pluie à l'ouest qu'à l'est de Singapour, en raison d'ombre de la pluie, ce qui fait que la partie est est beaucoup plus sèche et un peu plus chaude que la partie ouest. Il peut donc y avoir un léger contraste entre les deux parties. Cela est remarquable, car même une petite colline comme Bukit Timah, point culminant de l'île, peut causer ce phénomène et, en dépit de sa taille, il peut y avoir du soleil d'un côté tandis qu'il pleut sur l'autre versant.
Un autre contraste est dû aux saisons des pluies, à raison de deux par an. La première, ou mousson du nord-est, se produit de décembre à mi-février. La seconde, ou mousson du sud-est, a lieu de juin à septembre. Les périodes entre les moussons sont moins pluvieuses et moins venteuses. Pendant la mousson du nord-est, les vents de nord-est sont dominants, allant jusqu'à 20 km/h. De nombreux nuages en décembre et janvier causent de fréquentes averses dans l'après-midi. Des pluies moins fortes ont lieu sur des périodes, à chaque fois, d'un à trois jours. En février et mars, il fait relativement plus sec. Il y a également du vent, atteignant entre 30 et 40 km/h en janvier et février. Pendant la mousson du sud-est, les vents de sud-est et sud-ouest sont dominants. Des pluies éparses ont lieu en fin de matinée et en début d'après-midi. Les « coups de Sumatra » (lignes de grains, accompagnées d'orages violents) ne sont pas rares. Il pleut 40 % des jours de l'année (67 % du mois d'avril, le plus pluvieux).
| Mois                              | jan. | fév. | mars | avril | mai | juin | jui. | août | sep. | oct. | nov. | déc. | année |
| --------------------------------- | ---- | ---- | ---- | ----- | --- | ---- | ---- | ---- | ---- | ---- | ---- | ---- | ----- |
| Température minimale moyenne (°C) | 23   | 23   | 23   | 24    | 24  | 24   | 24   | 24   | 24   | 24   | 23   | 23   | 24    |
| Température maximale moyenne (°C) | 30   | 31   | 31   | 31    | 31  | 31   | 31   | 31   | 31   | 31   | 30   | 30   | 31    |
| Précipitations (mm)               | 239  | 173  | 187  | 183   | 172 | 168  | 159  | 180  | 172  | 201  | 253  | 281  | 2 368 |

### Sismicité
Singapour est relativement à l'abri des séismes, car la ligne de faille la plus proche est à des centaines de kilomètres, en Indonésie. Cependant, l'île est encline à être (peu) affectée par des secousses, qui ne sont pas rares, mais généralement ne causent pas de dégâts, et se résument à des petites vibrations et oscillations d'objets. Le contraste avec beaucoup de voisins sismiquement actifs est important.
Le séisme du 26 décembre 2004 dans l'océan Indien a dévasté de nombreuses côtes autour de l’océan Indien. Singapour fut épargnée car elle était abritée par l'île de Sumatra, qui absorba les tremblements. L'effet à Singapour fut limité à des secousses ressenties dans les bâtiments les plus hauts. Cependant, en 2005, neuf touristes singapouriens furent déclarés morts, quinze disparus, et un injoignable.

### Géologie
Singapour est un territoire hyper développé dont l'environnement a, de ce fait, été beaucoup remanié ; en conséquence, peu de Singapouriens savent quels types de roches se trouvent sur leurs îles.
Des roches magmatiques sont trouvées à Pulau Ujong (l'île principale) dans les zones de Bukit Timah et Woodlands, ainsi que sur l'île de Pulau Ubin ; majoritairement du granite, mais aussi des gabbros, dans la zone de Bukit Gombak, nommée Little Guilin pour sa ressemblance avec Guilin en Chine méridionale.
On trouve des roches sédimentaires dans la partie ouest et sud-ouest de Pulau Ujong, surtout des grès et de l'argilite.
On peut trouver des roches métamorphiques dans le nord-est de l'île principale ainsi que sur l'île de Pulau Tekong au large de la côte est. Ces roches sont majoritairement constituées de quartzite et font partie de la formation de Sajahat.

## Géographie urbaine

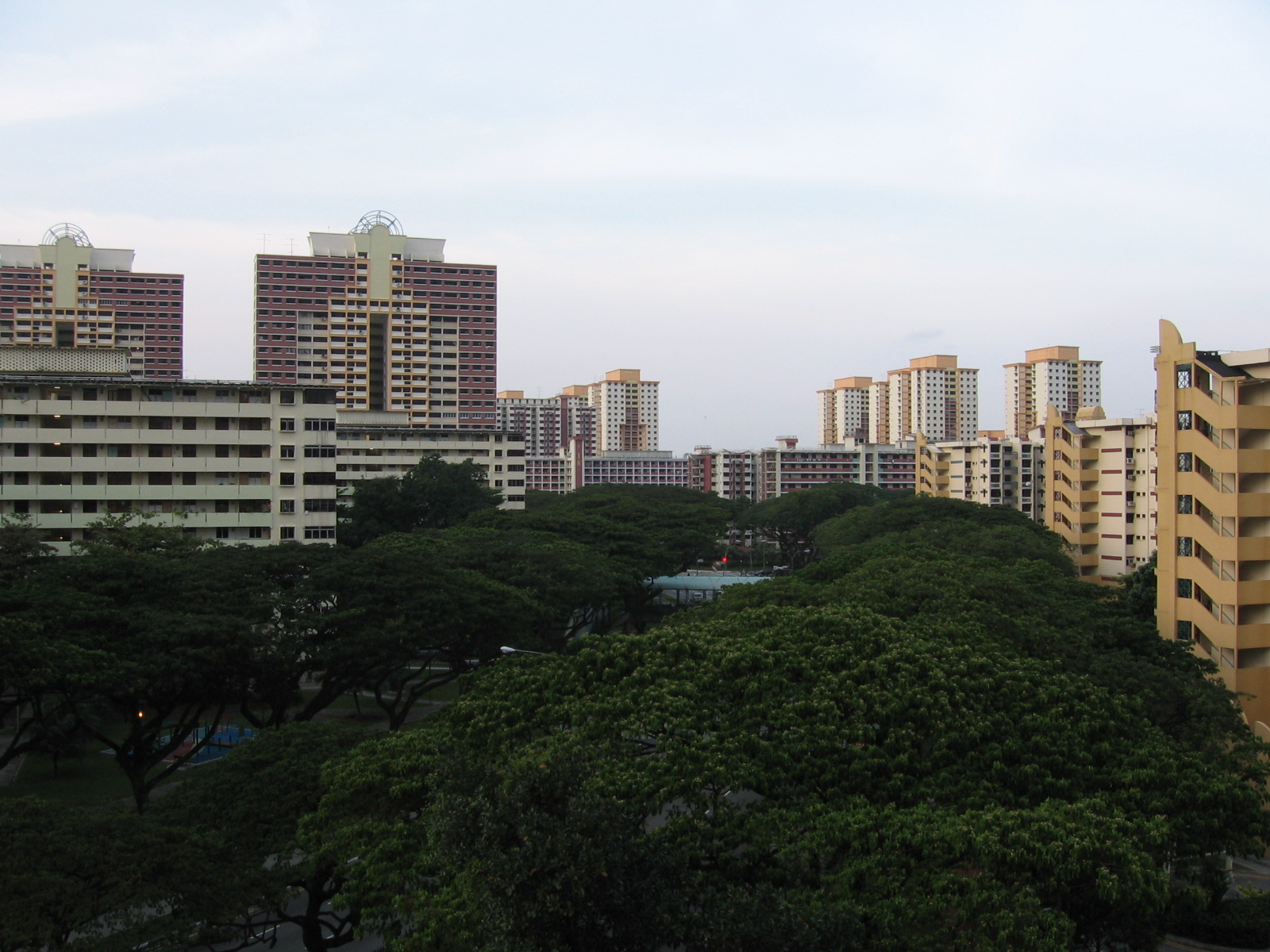
Petit parc et immeubles

Aux débuts de la colonisation de Pulau Ujong par les Britanniques, la ville  était située sur la côte sud, autour de l'embouchure de la rivière Singapour et était encore au début du XXe siècle un cloaque, avec ses entassements de jonques. Cette région est aujourd'hui le Downtown Core (centre-ville). Le reste de l'île était alors composée de fermes, champs de culture et de forêt primaire. Le gouvernement construit beaucoup depuis les années 1960 ; aujourd'hui elle est presque complètement urbanisée, avec quelques exceptions notables, dont la Réserve naturelle de Bukit Timah et les terres gagnées sur la mer (polders), en attente de développement. Toutefois, la plus grande partie des gratte-ciel et l'urbanisation la plus développée se concentrent dans la Central Area, où sont situées les districts financier et commercial, à proximité du port de Singapour.
C'est la Urban Redevelopment Authority qui s'occupe de l'urbanisme de l'île : elle essaie d'utiliser la terre de manière plus efficace et de minimiser la pollution tout en maintenant la qualité du transport, chose importante due à sa situation de cité-état. Un Development Guide Plan a été publié. Pour améliorer la circulation dans la ville, un système de télépéage appelé Electronic Road Pricing fut installé aux rues menant au centre-ville. Les autres quartiers sont moins densément peuplés et sont surtout constitués de lotissements du type copropriété et construits par le Housing and Development Board singapourien. Pour diminuer la pression sur le centre-ville les autorités ont développé des districts commerciaux dans chaque quartier.
L'industrie légère tend à se concentrer dans les parcs industriels ainsi que dans des immeubles pour les entrepreneurs qui ne produisent presque pas de pollution, tandis que l'industrie lourde est concentrée dans le quartier de Jurong situé sur l'île homonyme.
Il y a deux manières de rejoindre Singapour depuis l'État malaisien de Johor : par une chaussée (voie surélevée) pour trains et automobiles (Johor-Singapore Causeway) qui mène directement à Johor Bahru, la capitale de l'État de Johor, au nord et par un pont routier à l'ouest (Malaysia-Singapore Second Link). Ces connexions sont un important lien économique avec la Malaisie.
Comme Singapour n'a ni lacs ni fleuves naturels, la première source d'eau potable est la pluie. Comme celle-ci n'est pas suffisante pour satisfaire la demande de la population, la cité-état importe la plus grande partie de son eau potable de la Malaisie et de l'Indonésie. Pour diminuer sa dépendance aux importations, les autorités singapouriennes ont construit des réservoirs pour collecter l'eau de pluie ainsi que des complexes d'épuration d'eau. Il existe aussi une installation de dessalement sur la côte ouest, à Tuas. Celle-ci est censée pouvoir finalement fournir la moitié de l'eau potable de l'île. Des installations NEWater, utilisant l'osmose inverse pour convertir les eaux usées de la ville en eau potable, ont également rencontré le succès : le gouvernement singapourien a ouvert trois nouvelles installations sur l'île pour faire face à la demande.

## Statistiques
Zone de pêche exclusive : Dedans et au-delà des eaux territoriales.
Eaux territoriales : 3 milles marins (5,6 km)
Ressources naturelles : poisson, port d'eau profonde permettant beaucoup de trafic maritime
Exploitation du sol :
- terres arables : 2 %
- cultures permanentes : 6 %
- pâturages permanents : 0 %
- forêts : 5 %
- autre : 87 % (est. 1993)

Terres irriguées : N/A
Catastrophes naturelles : N/A
Problèmes environnementaux : pollution industrielle et urbaine, ressources d'eau potable limitées, problèmes de gestion des déchets dus au manque d'espace, fumée saisonnière due aux feux de forêt d'Indonésie, accumulation de vase dans le détroit de Johor
Traités internationaux sur l'environnement :
- Partie à : biodiversité, changement climatique, désertification, espèces en danger d'extinction, déchets, Convention des Nations unies sur le droit de la mer, Traité d'interdiction complète des essais nucléaires, protection de l'ozone, pollution de navires maritimes

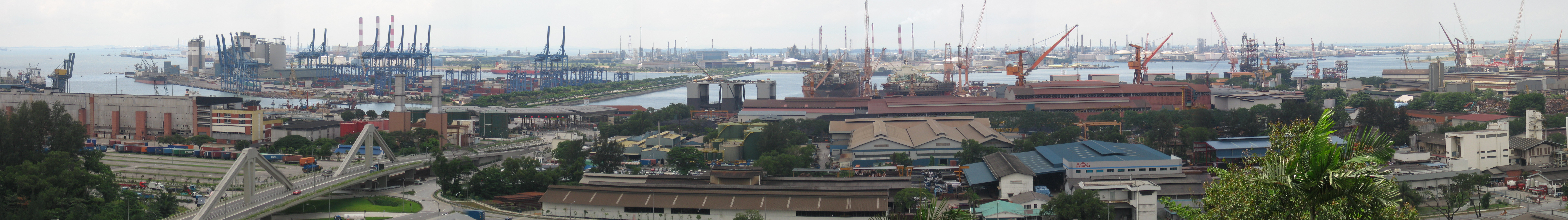
Zone industrielle et portuaire de Jurong à l'ouest de Singapour

### Sources
- (en) Cet article est partiellement ou en totalité issu de l’article de Wikipédia en anglais intitulé « Geography and climate of Singapore » (voir la liste des auteurs).
- (en) CIA World Factbook: Singapore
- (en) Library of Congress Country Studies: Singapore